# Kinepolis

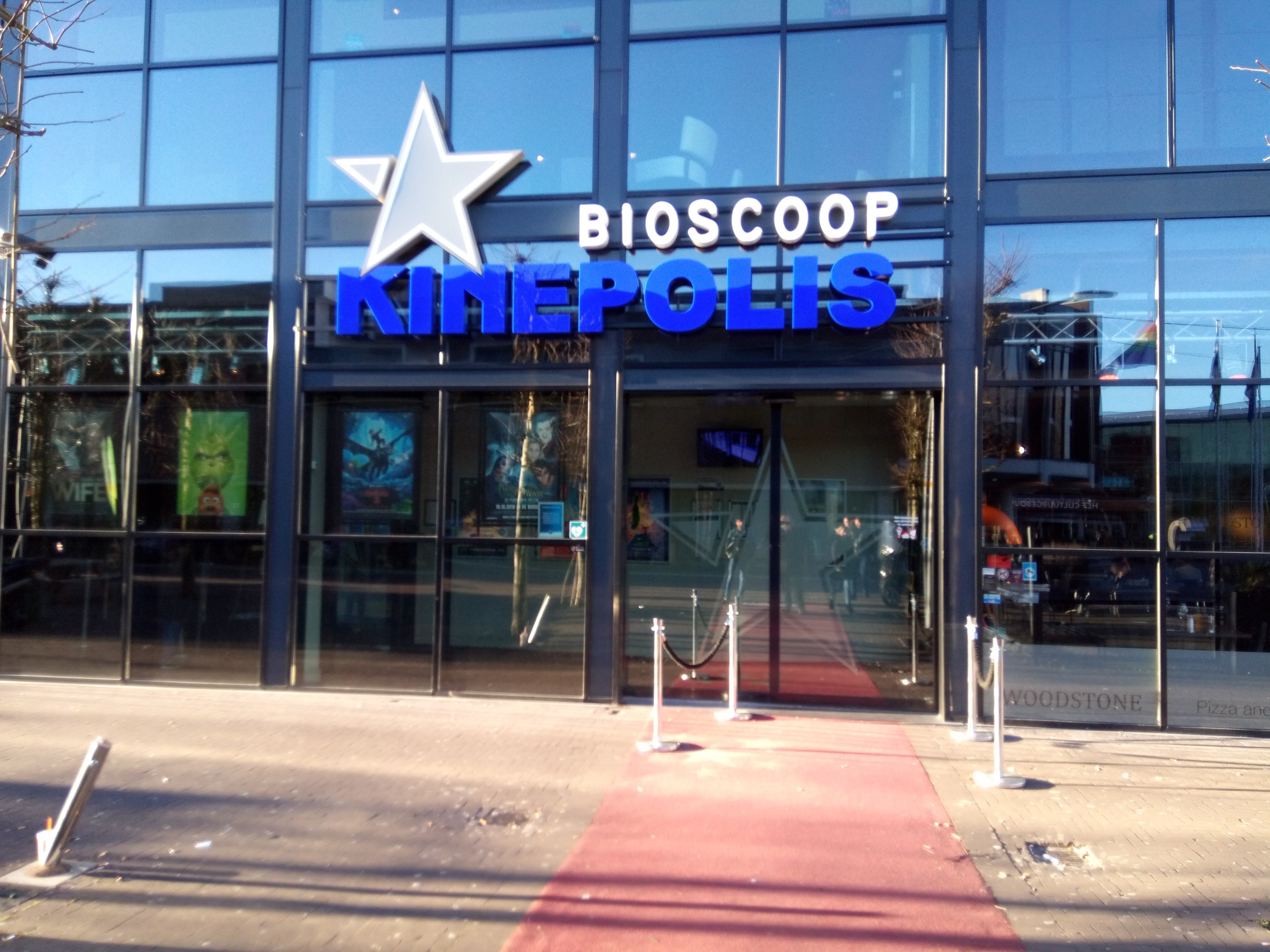
Kinepolis biografkedja Hoofddorp

Kinepolis Group är en belgisk biografkedja som bildades under 1997 och som består av 23 Cinema kluster i Europa, vilket motsvarar sammanlagt 317 teatrar. De fick cirka 22 miljoner besökare under 2008. Kinepolis är noterat på Brysselbörsen.
Kinepolis finns i flera länder, se nedan:
Belgien
- Antwerpen
- Braine-l'Alleud
- Bruges
- Bryssel
- Gent
- Hasselt
- Kortrijk
- Leuven
- Liège (2 st)
- Ostend

Frankrike
- Lomme
- Metz
- Mulhouse
- Nancy
- Nîmes (2 st)
- Thionville

Spanien
- Granada
- Madrid
- Valencia

Polen
- Poznań

Schweiz
- Schaffhausen